# Bonrepos-sur-Aussonnelle
Bonrepos-sur-Aussonnelle è un comune francese di 857 abitanti situato nel dipartimento dell'Alta Garonna nella regione dell'Occitania.

## Società

### Evoluzione demografica
Abitanti censiti